# Aikaterini Nikolaidou
Aikaterini Nikolaidou, född 22 oktober 1992, är en grekisk roddare.
Nikolaidou tävlade för Grekland vid olympiska sommarspelen 2016 i Rio de Janeiro, där hon tillsammans med Sofia Asoumanaki slutade på 4:e plats i dubbelsculler.